# Buddy (2013)
Buddy ist eine deutsche Filmkomödie aus dem Jahr 2013 mit Alexander Fehling als Eddie und Mina Tander als Lisa in den Hauptrollen. Die Titelrolle spielt der Regisseur, Drehbuchautor und Produzent Michael Herbig.

## Handlung
Der Film handelt von Eddie, dessen Leben auf der Kippe steht, als eines Tages ein Schutzengel erscheint und ihm helfen will.
Nach dem Tod seines Vaters hat der nun schwerreiche Eddie dessen erfolgreiche Energy-Drink-Firma übernommen. Statt sich um das Geschäft zu kümmern, führt Eddie aber ein Partyleben, sodass die Firma vor der Pleite steht und Eddies Ruf zugrunde geht. Lediglich sein Schutzengel Buddy kann ihn retten. Allerdings kann nur Eddie ihn sehen, weshalb er in der Öffentlichkeit weitere Probleme bekommt und für einen Psychopathen gehalten wird. Buddy, der zum ersten Mal Schutzengel ist, versucht Eddie mit der alleinerziehenden Altenpflegerin Lisa zusammenzuführen. Zu diesem Zweck und um Eddie überhaupt dazu zu bringen, dem Schutzengel zuzuhören, wird Eddie mit permanenten Gesangseinlagen gefoltert, die der nur für Eddie sicht- und hörbare Buddy unaufhörlich und in verschiedenen Kostümierungen darbietet.
Erst nachdem auch Eddies Versuche, sich des lästigen Schutzengels per Psychiater und per Selbstmord (der von Buddy verhindert wird) zu entledigen, beginnt er auf Buddys oft seltsame Ratschläge zu hören und verliebt sich tatsächlich in Lisa, nachdem diese in dem VW-Bus saß, der Eddie – der auf der Jagd nach einem Dieb war – überfuhr.
Wie durch ein Wunder nahezu unverletzt überlebt Eddie durch seinen Schutzengel den Unfall und beginnt eine Beziehung zu Lisa – was infolge des Niedergangs seiner Firma mit den dort intrigierenden leitenden Angestellten in einer zwischenmenschlichen Katastrophe endet. Auch ein Versuch Sammys (dem Sohn Lisas), die beiden wieder zusammenzubringen, endet unglücklich, weil Eddie zusammen mit Sammy in einen Banküberfall verwickelt wird. Obwohl er, ein völlig unpassendes Lied singend, den Bankräuber ausschalten kann (der identisch mit dem Dieb ist, den er früher verfolgte), beschließt Lisa, mit Sammy nach Kapstadt auszureisen, wo ihre Mutter lebt.
Kurz vor dem Boarding des Schiffes gelingt es Eddie, Lisa umzustimmen, indem er die gesamte Abfertigungshalle in einen von langer Hand vorbereiteten, tanzenden und singenden Flashmob samt Heiratsantrag verwandelt. Nach diesem Happy End wird in einer kurzen Schlussszene die Identität Buddys enthüllt: Er ist der drei Jahre vorher verstorbene Vater von Sammy, der zurückgekehrt war, um Lisa wieder glücklich werden zu lassen.

## Hintergrund
Im Oktober 2012 wurde gemeldet, dass herbX film, Herbigs Produktionsfirma, einen Kooperationsvertrag mit Warner Bros. Entertainment GmbH über zwei Filme unterschrieben habe.
Buddy ist seit 2009, als Wickie und die starken Männer produziert wurde, der erste Film, bei dem Michael Herbig wieder Regie führte, und zudem sein sechster Film als Regisseur überhaupt. Außerdem schrieb Herbig das Drehbuch und war gemeinsam mit Christopher Doll auch Produzent. Der Film wurde vom 4. März 2013 bis zum 24. Mai 2013 in München und Hamburg gedreht.
Sechs Wochen vor Kinostart begann am Montag, dem 18. November 2013, die sechs Folgen umfassende Sitcom Bully macht Buddy, die bis zum 23. Dezember 2013 wöchentlich auf dem Sender ProSieben ausgestrahlt wurde. Sie handelt von der fiktiven Entstehungsgeschichte des Films Buddy.
Buddy erschien am 25. Dezember 2013 in den deutschen Kinos.

## Rezeption
Filmkritiken zum Film fielen eher gemischt aus. So lobten Kritiker zwar Herbigs Fähigkeiten als Regisseur, attestierten dem Drehbuch jedoch mangelnden Witz und Tiefgang.

„Egal, ob der Film diesen Erwartungen an den Kinokassen nun standhält oder nicht: Er ist auf jeden Fall eine Besonderheit des deutschen Kinos, er ist einfach sehr gut gemacht – und er lebt nicht, wie das sonst bei der durchschnittlichen deutschen Erfolgskomödie viel zu häufig ist, vom verfilmten Ressentiment: “Buddy” wirft sich für das ins Zeug, woran er glaubt – das ist vorwiegend die Allmacht der Liebe –, und das hält er, konsequent und auf allen Ebenen, durch.“

„Man kann “Buddy” mögen, muss es aber nicht. Man kann reingehen, und kann's allerdings genauso gut auch lassen. Von den genialen Blödeleien in der Karl-May-Parodie “Der Schuh des Manitu” ist “Buddy” jedenfalls Lichtjahre entfernt.“

„Als Mischung zwischen Buddy-Movie und romantischer Komödie funktioniert “Buddy” mehr schlecht als recht. Auch nach den tiefer gelegten Ansprüchen des Genres bleibt die Liebesgeschichte allzu brav und überschaubar. Harmlose Missverständnisse, die mit großem Kraftaufwand aus dem Weg geräumt werden müssen, und eine Hand voll behaupteter Gefühle machen noch keine schwungvolle romantische Komödie.“

## Auszeichnungen
Buddy wurde 2014 mit dem österreichischen Filmpreis Romy in der Kategorie „Beste Regie Kinofilm“ ausgezeichnet.